# Martin megye (Minnesota)
Martin megye az Amerikai Egyesült Államokban, azon belül Minnesota államban található. Megyeszékhelye és legnagyobb városa Fairmont. Lakosainak száma 20 025 fő (2020. április 1.). Martin megye Watonwan, Emmet, Kossuth, Faribault, Blue Earth és Jackson megyékkel határos.

## Népesség
A megye népességének változása:
| Lakosok száma | 20 824 | 20 643 | 20 490 | 20 422 | 20 022 | 20 025 |
|               | 2010   | 2011   | 2012   | 2013   | 2015   | 2020   |